# Buni-Kultur
Die Buni-Kultur ist eine bisher wenig bekannte vorgeschichtliche Kultur, die vor allem in den nordwestlichen Küstenregionen von Java beheimatet war und deren Blütezeit im ersten nachchristlichen Jahrtausend war.
Es konnten bisher mehrere Fundstätten lokalisiert werden, wobei es sich meist um beraubte Friedhöfe handelt. Keiner von ihnen ist bisher systematisch ausgegraben worden. Die Keramik der Buni-Kultur ähnelt der des Sa-Huynh-Kalany-Stiles, der aus dem Südchinesischen Meer bekannt ist. Es fanden sich Scherben mit einem Roulettemuster, die aus Indien stammen. Diese Keramik zeigt mit einem Zylinder eingeprägte Muster. Es fanden sich auch einfarbige Glasperlen, die wohl von dort importiert worden sind.

## Funde

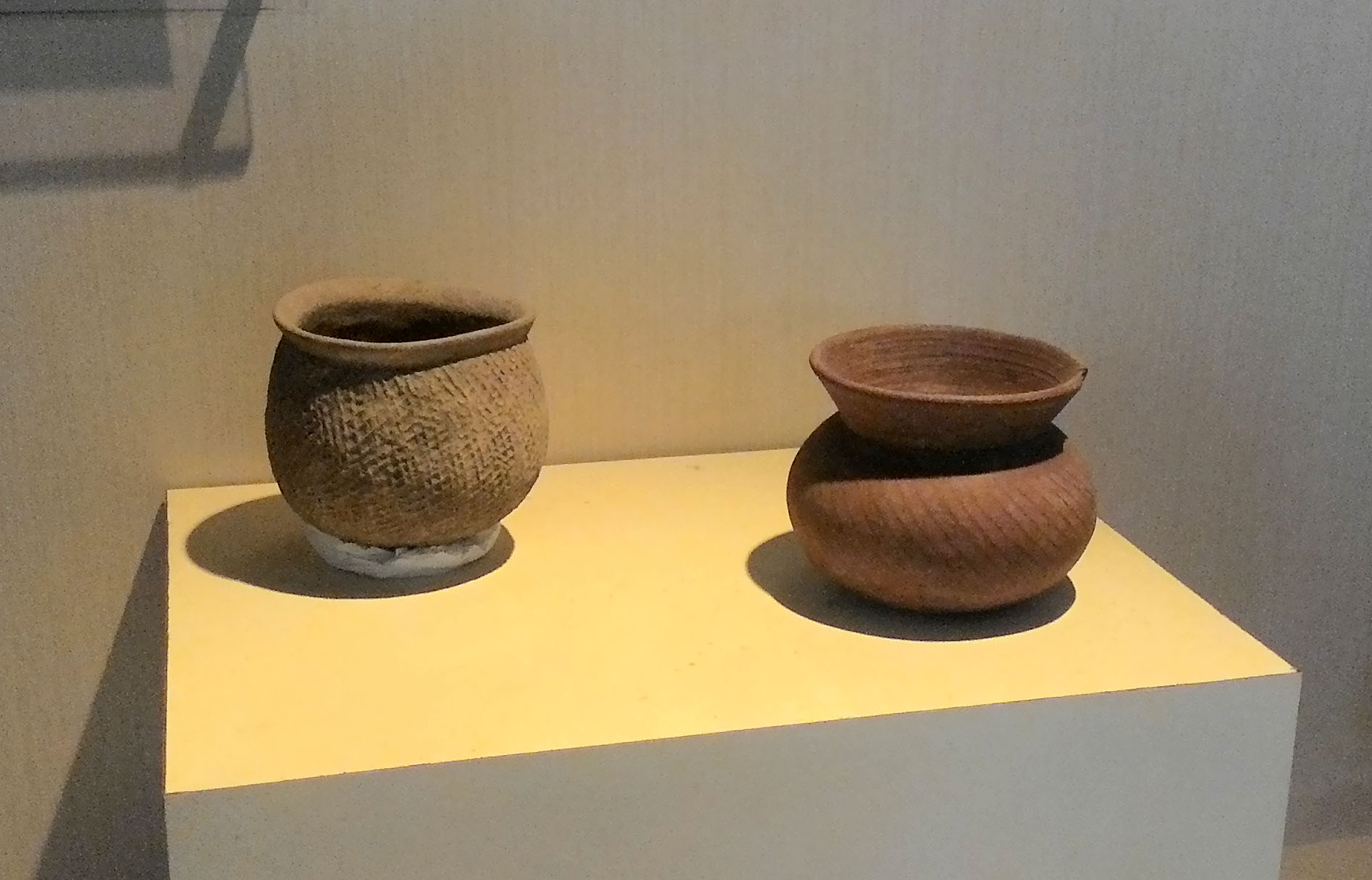
Töpferwaren
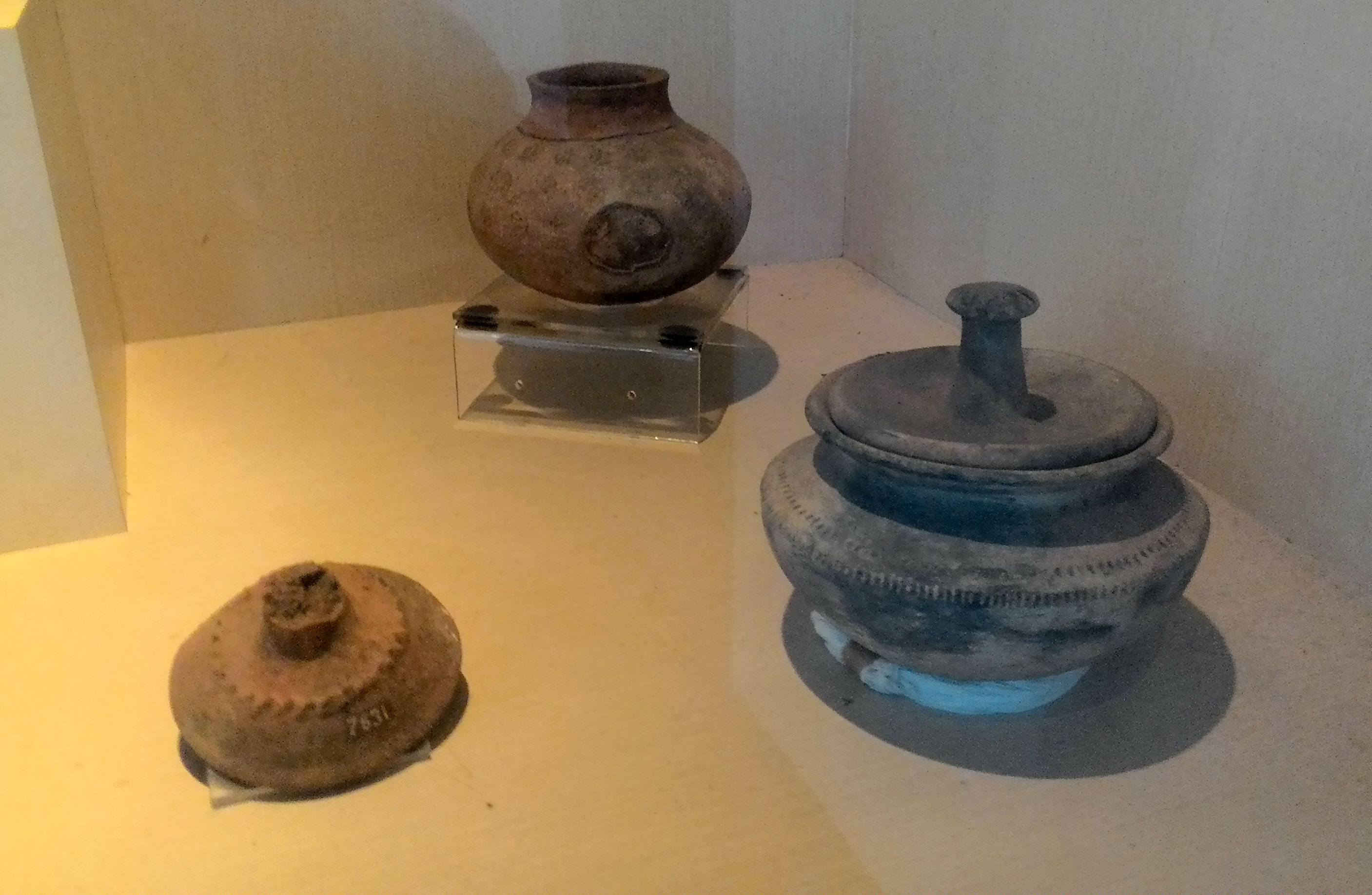
Töpfe mit Deckeln
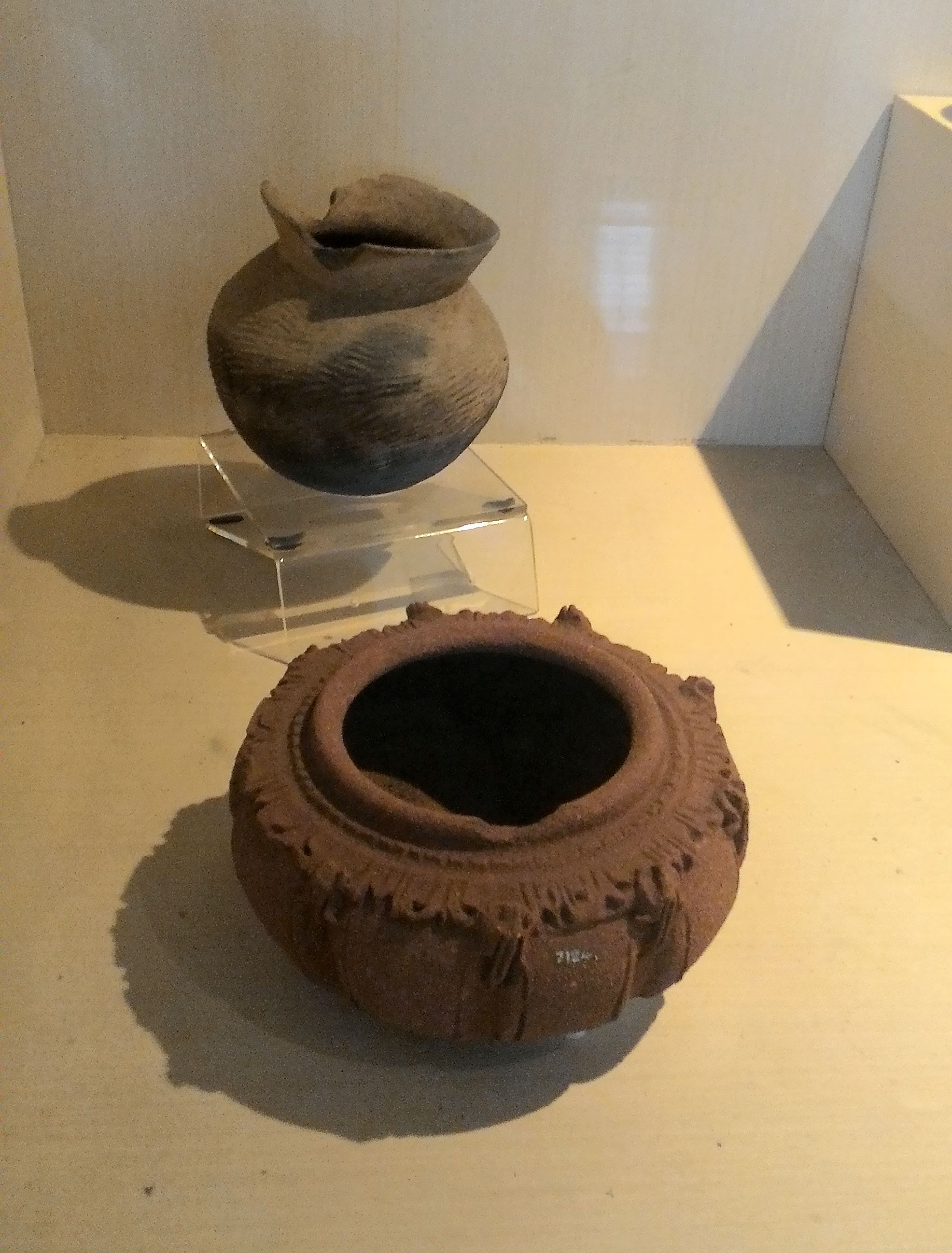
Krüge